# Carlo Campanini
Carlo Campanini (* 5. Oktober 1906 in Turin; † 20. November 1984 in Rom) war ein italienischer Schauspieler und Sänger.

## Leben
Der Sohn des gleichnamigen Vaters und Eugenia geb. Proiettis besuchte eine Technik-Oberschule und nahm Gesangsunterricht, da er seine schöne Stimme bilden wollte. Gleichzeitig mit einer spontanen komisch-karikierenden Ader ausgestattet, trat er zunächst (ab 1926) mit der piemonteser Dialektbühne von Mario Casaleggio in die Öffentlichkeit. Zwei Jahre später erhielt er einen Vertrag als Tenor komischer Rollen im Revueensemble um Eugenio Testa, ab 1931 dann für etwa vier Jahre als erster Tenor bei Isa Bluette/Nuto Navarini, wo er ein Repertoire von Revue bis Operette spielte. Nächste Station war die eines Komikers im „Avanspettacolo“, einer sehr italienischen Bühnenform von Sketchen, Musikstücken und dramatischen Szenen, wo er unter Vivienne D'Arys vor allem als Imitator von Laurel & Hardy neben Carlo Dapporto gefeiert wurde. 1939 schließlich führte sein Engagement beim Tourneetheater von Epifani/Mario Mari zu seiner Entdeckung durch Filmregisseur Mario Mattòli, der sein komisches Potenzial zunächst als Postbote in seinem Lo vedi come sei? Lo vedi come sei? einsetzte.
Mit diesem Film wurde Campanini zu einem der gefragtesten Nebendarsteller des italienischen Kinos der Kriegsjahre, während der er jedoch weiterhin in zahlreichen Revuen auftrat. In den ersten Jahren nach dem Krieg intensivierte er mehr die Bühnenarbeit, obschon gerade da mit Le miserie del Signor Tavet 1945 (als nicht ganz überzeugender Interpret der Hauptrolle) und im Jahr darauf als Kriegsveteran in Il bandito seine größten Rollen anfielen, nach denen er rasch wieder in zahllose Nebencharaktere eintauchte. Währenddessen war er auf der Bühne in Garinei und Giovanninis Pirulì, Pirulì... zu sehen, in der Spielzeit darauf in Il congresso si diverte neben Alda Mangini. Nach zwei weiteren Stücken folgte 1951/52 ein als perfekt bezeichnetes Zusammenspiel neben Walter Chiari in Sogno di un Walter. Campanini und Chiari führten die Arbeit mit Tutto fa Broadway fort, später mit Oh quante belle figlie Madama Doré (1955/56). 1959/60 spielte er neben Erminio Macario in der musikalischen Komödie Una storia in blue-jeans von Bruno Corbucci und Gianni Grimaldi. In den 1960er Jahren reduzierte er seine Auftritte in Filmen wie auf der Bühne. 1977 übernahm er die Leitung einer piemontesischen Dialektbühne und kam so zu seinen Anfängen zurück.
Während seiner gesamten Karriere übernahm Campanini auch Aufgaben beim Radio und nahm einige Fernsehangebote wahr.
Er war mit der Rumänin Edy Valescu (eigentlich Edwige Boza) verheiratet.

## Filmografie (Auswahl)
- 1939: Reingefallen (Lo vedi come sei? Lo vedi come sei?)
- 1941: Mutter (Mamma)
- 1941: Reifende Mädchen (Ora 9, lezione di chimica)
- 1942: Hochzeitstag (Giorno di nozze)
- 1942: Mein Leben für dich (Una storia d'amore)
- 1943: Achtung, Aufnahme (Silenzio, si gira!)
- 1945: Die Nöte des Signor Tavet (Le miserie del signor Travet)
- 1946: Bandito (Der Bandit) (Il bandito)
- 1947: Wie ich den Krieg verlor (Come persi la guerra)
- 1949: Nur du bist mein Traum (Al diavolo la celebrità)
- 1950: Süßer Reis (L'inafferrabile 12)
- 1951: O.K. Nero (O.K. Nerone)
- 1953: Ring frei für die Liebe (Era lei che lo voleva!)
- 1954: Casanova – seine Liebe und Abenteuer (Le avventure di Giacomo Casanova)
- 1954: Sein erster Konflikt (Ho ritrovato mio figlio!)
- 1955: Geliebte Tram (Hanno rubato un tram)
- 1963: Ein seltsamer Typ (Uno strano tipo)
- 1969: Il terribile ispettore